# Закопане (станция)
Закопане (пол. Zakopane) — пассажирская и грузовая железнодорожная станция в городе Закопане, в Малопольском воеводстве Польши. Имеет 3 платформы и 5 путей.
Конечная станция Линии №99 Хабувка — Закопане Польских государственных железных дорог (PKP). Исторически — на железнодорожной линии, идущей от Кракова, построенной в 1899 году, когда эта территория была в составе Австро-Венгрии. Станция открыта в 1899 году.